# Cyrtochilum aurantiacum
Cyrtochilum aurantiacum là một loài thực vật có hoa trong họ Lan. Loài này được (G.Gerlach & T.Franke) Dalström mô tả khoa học đầu tiên năm 2001.